# Emanuel Walberg
Emanuel Walberg (Lund, 24 de desembre de 1873 - Lund, 27 de novembre de 1951) fou un romanista i hispanista suec.

## Vida i obra
Walberg va néixer a Lund en una família de professors; el seu pare era professor de grec a Uppsala i el seu avi també havia estat professor de literatura francesa i anglesa a la Universitat de Lund. Va tenir Johan Vising com a professor a l'escola. Va estudiar a la Universitat de Lund amb Edvard Lidforss (conegut com a traductor del Quijote) i Fredrik Wulff; i feu estades a París amb Gaston Paris i Paul Meyer i també a Bonn amb Wendelin Foerster. Es va doctorar amb una edició del Bestiaire de Philippe de Thaün (París/Lund 1900) i, des de 1900, va ser professor a la Universitat de Lund (de 1910 a 1934 com a catedràtic succeint Fredrik Wulff). Els seus camps d'estudi foren l'edició crítica d'obres del francès antic, però també temes hispànics i de l'engadinès.
Va ser nomenat membre de l'Académie royale de langue et de littérature françaises de Belgique com a successor de Kristoffer Nyrop el 1931. Va ser també nomenat doctor honoris caus per la Universitat de Tartu (avui en dia a Estònia). El succeí Alf Lombard en la càtedra de Filologia Romànica a Lund.

## Publicacions
- (ed.) Juan de la Cueva et son « Exemplar Poético », Lund 1904
- (ed. amb Fredrik Wulff) Les vers de la mort par Hélinant, moine de Froidmont, Lund 1905
- Saggio sulla fonetica del parlare di Celerina-Cresta (Alta Engadina), Lund 1907
- (ed.) Antonio de Lebrija, Gramática castellana, Halle a.S. 1909
- (ed.) Deux anciens poèmes inédits sur Saint Simon de Crépy, Lund 1909–1911
- (ed.) Trascrizione fonetica di tre testi altoengadini, Lund/Leipzig 1912
- (ed.) La vie de Saint Thomas le martyr par Guernes de Pont-Sainte-Maxence. Poème historique du 12e siècle (1172-1174), Lund 1922
- (ed.) Deux versions inédites de la légende de l'Antéchrist en vers français du 13e siècle, Lund/Leipzig 1928
- La tradition hagiographique de Saint Thomas Becket avant la fin du XIIe siècle. Etudes critiques, Paris 1929, Genf 1975
- Quelques aspects de la littérature anglo-normande. Leçons faites à l'Ecole des Chartes, Lund/Paris 1936
- (ed.) Guernes de Pont-Sainte-Maxence, La vie de saint Thomas Becket, Paris 1936, 1964
- (ed.) Le chant du roussigneul. Poème allégorique du XIVe siècle, Lund 1942
- (ed.) Contes pieux en vers du XIVe siècle tirés du recueil intitulé "Le tombel de Chartrose" et publiés, Lund 1946